# پنهندل (تگزاس)
پنهندل، تگزاس (به انگلیسی: Panhandle, Texas) یک منطقهٔ مسکونی در ایالات متحده آمریکا است که در شهرستان کارسون، تگزاس واقع شده‌است.

## خصوصیات
پنهندل ۵٫۵ کیلومترمربع مساحت و ۲٬۴۲۵ نفر جمعیت دارد و ۱٬۰۵۴ متر بالاتر از سطح دریا واقع شده‌است.